# Škoda Octavia Cup
Škoda Octavia Cup je pohárový závod, který se jezdí na závodních okruzích v České republice i dalších zemích. Současným promotérem je firma Benet Automotive. Závod volně navazuje na seriál Česká Pojišťovna - Škoda Octavia CUP z let 1998 - 2009.

## O závodu
Historicky patřil Škoda Octavia Cup mezi nejúspěšnější pohárová klání nejen v ČR, ale v celé Evropě.[zdroj⁠?!] V průběhu dvanáctiletého trvání seriálu České Pojišťovny (1998 – 2009) se závodů zúčastnilo přes 120 jezdců. Řadě z nich pohár pomohl nastartovat profesionální kariéru a pomohl najít zajímavá jezdecká angažmá.[zdroj⁠?!]
Za zmínku stojí pár jmen: Jan Kopecký, Adam Lacko, Petr Fulín, Štefan Rosina, Jiří Janák, Erik Janiš. Krom českých jezdců to byla i řada mladých talentovaných jezdců ze zahraničí.
V Evropě existuje řada obdobných značkových pohárových projektů, kde velká část z nich je přímo nebo nepřímo podporována výrobci vozů či importéry. V rámci koncernu VW jsou to Seat Leon Cup, VW Golf Cup, Audi TT Cup a výčet koncernových vozů doplňuje značka Škoda, která je nyní v motorsportu kromě závodů rally k vidění také na okruzích.
Obnovený Škoda Octavia Cup měl svou premiéru v sezóně 2016. Série čítala pět závodních víkendů na pěti okruzích: maďarský Hungaroring, rakouský Red Bull Ring, Autodrom Most, slovenský Slovakiaring a brněnský Masarykův okruh.
Vítězem sezóny 2016 se stal maďarský jezdec Gábor Tim s celkovým počtem 199 bodů. Celkové 2. místo obsadil Tomáš Pekař se 193 body, třetí místo patří Michaelu Vorbovi se 157 body.

## Seznam šampionů
| Rok                                 | Jezdec           | Team                      |
| ----------------------------------- | ---------------- | ------------------------- |
| 1997                                | František Došek  | ??                        |
| 1998                                | Josef Kopecký    | Motorsport Kopecký        |
| 1999                                | František Došek  | ??                        |
| 2000                                | Josef Kopecký    | Motorsport Kopecký        |
| 2001                                | Jan Kopecký      | Motorsport Kopecký        |
| 2002                                | Josef Kopecký    | Motorsport Kopecký        |
| 2003                                | Štefan Rosina    | ??                        |
| 2004                                | Štefan Rosina    | ??                        |
| 2005                                | Jiří Janák       |                           |
| 2006                                | Jiří Janák       |                           |
| 2007                                | Erik Janiš       | ACA Autocentrála Hlučín I |
| 2008                                | Michael Vorba    | DHL-Autocentrala          |
| 2009                                | Mateusz Lisowski | ACA Autocentrála Hlučín   |
| 2010                                | Václav Brejla    | Vekra Racing Team         |
| V letech 2011-2015 nebyl vypsán ŠOC |                  |                           |
| 2016                                | Gábor Tim        | Apex Racing Media         |
| 2017                                | Sezona zrušena   |                           |
| 2018                                | Tomáš Pekař      | Carpek Service            |
| 2019                                | neznámá vlajka   |                           |

## Výsledky 2016[1]
| CELKOVÉ POŘADÍ | Startovní číslo | Jezdec            | Nár. | Závodní tým             | Hungaroring | Red Bull Ring | Autodrom Most | Slovakia Ring | Automotodrom Brno | CELKEM BODŮ |
| 1              | 33              | Gábor Tim         | HUN  | APEX RACING MEDIA KFT.  | 52          | 42            | 40            | 50            | 15                | 199         |
| 2              | 11              | Tomáš Pekař       | CZE  | Carpek Service          | 38          | 31            | 43            | 28            | 53                | 193         |
| 3              | 5               | Michael Vorba     | CZE  | Action Racing Mania     | 30          | 36            | 35            | 31            | 25                | 157         |
| 4              | 18              | August Macbeth    | USA  | STEIBEL MOTORSPORT      | 16          | 13            | 18            | 33            | 37                | 117         |
| 5              | 24              | Adam Rzepecki     | POL  | INTERIA TEAM            | 16          | 14            | 22            | 22            | 12                | 86          |
| 6              | 23              | Sebastian Steibel | GER  | STEIBEL MOTORSPORT      | 18          | 21            | 12            | 6             | 12                | 69          |
| 7              | 8               | Petr Fulín Jr.    | CZE  | AUTOMOTOKLUB MOST v AČR | 10          | 10            | 12            | 6             | 0                 | 38          |
| 8              | 6               | Jaromír Jiřík     | CZE  | Action Racing Mania     | 16          | 20            | 0             | 0             | 0                 | 36          |
| 9              | 2               | Tomasz Rzepecki   | POL  | INTERIA TEAM            | 1           | 2             | 2             | 16            | 6                 | 27          |
| 10             | 7               | Bohuš Šesták      | SVK  | Bohuš Šesták            | 6           | 8             | 0             | 4             | 8                 | 26          |
| 11             | 17              | Radek Bareš       | CZE  | Carpek Service          | 3           | 6             | 0             | 0             | 16                | 25          |
| 12             | 13              | Tomáš Enge        | CZE  | AUTOMOTOKLUB MOST v AČR | 0           | 0             | 18            | 0             | 0                 | 18          |
| 13             | 77              | Richard Meixner   | CZE  | KV Motor Team s.r.o.    | 0           | 0             | 0             | 2             | 11                | 13          |
| 14             | 76              | Petr Čížek        | CZE  | AUTOMOTOKLUB MOST v AČR | 0           | 0             | 0             | 0             | 8                 | 8           |
| 15             | 19              | Jakub Rejlek      | CZE  | AUTOMOTOKLUB MOST v AČR | 0           | 0             | 0             | 6             | 0                 | 6           |
| 16             | 4               | Filip Sládečka    | SVK  | Action Racing Mania     | 0           | 0             | 4             | 0             | 0                 | 4           |
| 17             | 10              | Lukáš Langmajer   | CZE  | AUTOMOTOKLUB MOST v AČR | 0           | 3             | 0             | 0             | 0                 | 3           |
| 18             | 16              | Jiří Stránský     | CZE  | AUTOMOTOKLUB MOST v AČR | 0           | 0             | 0             | 2             | 0                 | 2           |
| 19 - 22        | 22              | Pavel Pups        | CZE  | Metal-Win Racing        | 0           | 0             | 0             | 0             | 0                 | 0           |
| 19 - 22        | 9               | Jakub Klobása     | CZE  | Jakub Klobása           | 0           | 0             | 0             | 0             | 0                 | 0           |
| 19 - 22        | 3               | Dalibor Gondík    | CZE  | AUTOMOTOKLUB MOST v AČR | 0           | 0             | 0             | 0             | 0                 | 0           |
| 19 - 22        | 14              | Olga Lounová      | CZE  | AUTOMOTOKLUB MOST v AČR | 0           | 0             | 0             | 0             | 0                 | 0           |

## Technické parametry vozu
Škoda Octavia Cup III je Škoda Octavia RS třetí generace speciálně upravená pro účel okruhového závodění.
| Motor:               | TFSI 2,0 - 280 HP/380 NM                                                           |
| Elektronika:         | NIRA i7x                                                                           |
| Převodovka:          | DSG, mechanický samosvorný diferenciál                                             |
| Přední zavěšení:     | Mc Pherson, plně nastavitelné, klouby unibal                                       |
| Zadní zavěšení:      | víceprvkové, plně nastavitelné, klouby unibal                                      |
| Tlumiče:             | Ohlins dvoucestné, nastavitelné                                                    |
| Display/dataloger:   | AIM MXL2 s GPS                                                                     |
| Brzdy:               | přední AP 6 - pístkové, 362 mm, zadní sériové RS 272 mm, regulátor brzdového tlaku |
| Kola:                | Evo Corse 9x18                                                                     |
| Pneu:                | Pirelli R18 235/40 SLICK, RAIN                                                     |
| Hmotnost:            | 1 120 kg                                                                           |
| Bezpečnostní výbava: | SPARCO                                                                             |

## Sezóna 2017
Na sezónu 2017 se chystá sedm závodních víkendů v šesti evropských zemích.

### Kalendář závodů 2017[3]
- 21-23/04/2017 - Hungaroring (H)
- 18-20/05/2017 - Red Bull Ring (A)
- 07-09/07/2017 - Oschersleben (D)
- 18-20/08/2017 - Slovakiaring (SK)
- 01-03/09/2017 - Most (CZ)
- 22-24/09/2017 - Tor Poznaň (PL)
- 06-08/10/2017 - Most (CZ)